# Когда разгуляется
«Когда разгуляется» — цикл стихотворений Б. Л. Пастернака, включающий работы 1956—1959 г., частично опубликованные ранее в журналах «Новый мир» и «Литературная Грузия». Полностью издан посмертно в «Избранном» (М., 1961).
Все стихотворения цикла безупречно выверенны ритмически, представляют законченную форму стиля, которая ассоциируется в русской литературе с именем автора. Идейно стихотворения отражают круг философско-поэтических концепций, к которым обратился Б. Л. Пастернак в последние годы жизни — осмысление себя как части мироздания, путь художника в вечности, мера искусства в жизни человека.
Цикл считается одним из лучших в русской поэзии в целом, многие стихотворения из него служат примером творчества, сравнимого с самыми выдающимися достижениями мировой литературы.
Отдельной книгой и в составе сборников цикл неоднократно переиздавался как в России, так и за рубежом.